# NGC 1509
NGC 1509 (również IC 2026 lub PGC 14393) – galaktyka spiralna (Sa), znajdująca się w gwiazdozbiorze Erydanu. Odkrył ją Lewis A. Swift 22 października 1886 roku. W tym samym roku obserwował ją też Ormond Stone.